# UCI Asia Tour 2015
Navigation
Édition précédente Édition suivante
L'UCI Asia Tour 2015 est la onzième édition de l'UCI Asia Tour, l'un des cinq circuits continentaux de cyclisme de l'Union cycliste internationale. Il est composé de 34 compétitions organisées du 1er février au 19 décembre 2015 en Asie.

## Calendrier des épreuves

### Février
| Date  | Course                                         | Pays                | Classe | Vainqueur      | Équipe                           |
| ----- | ---------------------------------------------- | ------------------- | ------ | -------------- | -------------------------------- |
| 1-4   | Tour des Philippines                           | Philippines         | 2.2    | Thomas Lebas   | Bridgestone Anchor               |
| 4-7   | Dubaï Tour                                     | Émirats arabes unis | 2.HC   | Mark Cavendish | Etixx-Quick Step                 |
| 8-13  | Tour du Qatar                                  | Qatar               | 2.HC   | Niki Terpstra  | Etixx-Quick Step                 |
| 11    | Championnats d'Asie - course en ligne espoirs  | Thaïlande           | CC     | Yūma Koishi    | Équipe nationale du Japon        |
| 12    | Championnats d'Asie - course en ligne          | Thaïlande           | CC     | Hossein Askari | Équipe nationale d'Iran          |
| 13    | Championnats d'Asie - contre-la-montre espoirs | Thaïlande           | CC     | Park Sang-hoon | Équipe nationale de Corée du Sud |
| 14    | Championnats d'Asie - contre-la-montre         | Thaïlande           | CC     | Hossein Askari | Équipe nationale d'Iran          |
| 17-22 | Tour d'Oman                                    | Oman                | 2.HC   | Rafael Valls   | Lampre-Merida                    |

### Mars
| Date  | Course           | Pays           | Classe | Vainqueur         | Équipe               |
| ----- | ---------------- | -------------- | ------ | ----------------- | -------------------- |
| 8-15  | Tour de Langkawi | Malaisie       | 2.HC   | Youcef Reguigui   | MTN-Qhubeka          |
| 22-26 | Tour de Taïwan   | Taipei chinois | 2.1    | Samad Poor Seiedi | Tabriz Petrochemical |

### Avril
| Date | Course            | Pays      | Classe | Vainqueur         | Équipe       |
| ---- | ----------------- | --------- | ------ | ----------------- | ------------ |
| 1-6  | Tour de Thaïlande | Thaïlande | 2.2    | Yasuharu Nakajima | Aisan Racing |

### Mai
| Date  | Course                    | Pays      | Classe | Vainqueur         | Équipe               |
| ----- | ------------------------- | --------- | ------ | ----------------- | -------------------- |
| 6-9   | Tour de l'Ijen            | Indonésie | 2.2    | Peter Pouly       | Singha Infinite      |
| 17-24 | Tour du Japon             | Japon     | 2.1    | Samad Poor Seiedi | Tabriz Petrochemical |
| 28-31 | Tour de Kumano            | Japon     | 2.2    | Benjamín Prades   | Matrix Powertag      |
| 28-2  | Tour d'Iran - Azerbaïdjan | Iran      | 2.1    | Samad Poor Seiedi | Tabriz Petrochemical |

### Juin
| Date | Course        | Pays         | Classe | Vainqueur  | Équipe          |
| ---- | ------------- | ------------ | ------ | ---------- | --------------- |
| 7-14 | Tour de Corée | Corée du Sud | 2.1    | Caleb Ewan | Orica-GreenEDGE |

### Juillet
| Date | Course              | Pays  | Classe | Vainqueur       | Équipe      |
| ---- | ------------------- | ----- | ------ | --------------- | ----------- |
| 5-18 | Tour du lac Qinghai | Chine | 2.HC   | Radoslav Rogina | Adria Mobil |

### Septembre
| Date  | Course           | Pays  | Classe | Vainqueur            | Équipe             |
| ----- | ---------------- | ----- | ------ | -------------------- | ------------------ |
| 11-13 | Tour de Hokkaido | Japon | 2.2    | Riccardo Stacchiotti | Nippo-Vini Fantini |

### Octobre
| Date  | Course            | Pays                | Classe | Vainqueur       | Équipe                 |
| ----- | ----------------- | ------------------- | ------ | --------------- | ---------------------- |
| 2-9   | Tour de Chine I   | Chine               | 2.1    | Daniele Colli   | Nippo-Vini Fantini     |
| 3-11  | Tour de Singkarak | Indonésie           | 2.2    | Arvin Moazemi   | Pishgaman Giant        |
| 4     | Tour d'Almaty     | Kazakhstan          | 1.1    | Alexey Lutsenko | Astana                 |
| 8-11  | Tour d'Abou Dabi  | Émirats arabes unis | 2.1    | Esteban Chaves  | Orica-GreenEDGE        |
| 11-18 | Tour de Chine II  | Chine               | 2.1    | Mattia Gavazzi  | Amore & Vita-Selle SMP |
| 18    | Japan Cup         | Japon               | 1.HC   | Bauke Mollema   | Trek Factory Racing    |
| 20-28 | Tour de Hainan    | Chine               | 2.HC   | Sacha Modolo    | Lampre-Merida          |
| 31-4  | Tour de Bornéo    | Malaisie            | 2.2    | Peeter Pruus    | Rietumu-Delfin         |
| 31-8  | Tour du lac Taihu | Chine               | 2.1    | Jakub Mareczko  | Southeast              |

### Novembre
| Date  | Course                             | Pays                | Classe | Vainqueur           | Équipe                     |
| ----- | ---------------------------------- | ------------------- | ------ | ------------------- | -------------------------- |
| 8     | Tour d'Okinawa                     | Japon               | 1.2    | Jason Christie      | Avanti Racing              |
| 10-11 | Tour of Yancheng Coastal Wetlands  | Chine               | 2.2    | Evaldas Šiškevičius | Marseille 13 KTM           |
| 14-16 | Tour de Fuzhou                     | Chine               | 2.2    | Rahim Ememi         | Pishgaman Giant            |
| 28-1  | Sharjah International Cycling Tour | Émirats arabes unis | 2.2    | Soufiane Haddi      | Skydive Dubai-Al Ahli Club |

### Décembre
| Date  | Course            | Pays                | Classe | Vainqueur         | Équipe                     |
| ----- | ----------------- | ------------------- | ------ | ----------------- | -------------------------- |
| 2     | UAE Cup           | Émirats arabes unis | 1.2    | Maher Hasnaoui    | Skydive Dubai-Al Ahli Club |
| 9-13  | Jelajah Malaysia  | Malaisie            | 2.2    | Francisco Mancebo | Skydive Dubai-Al Ahli Club |
| 16-19 | Tour d'Al Zubarah | Qatar               | 2.2    | Maher Hasnaoui    | Skydive Dubai-Al Ahli Club |

### Épreuves annulées
| Date            | Course                        | Pays     | Classe | Cause                  |
| --------------- | ----------------------------- | -------- | ------ | ---------------------- |
| 18 août         | Golan I                       | Syrie    | 1.2    | Guerre civile syrienne |
| 20 août         | Golan II                      | Syrie    | 1.2    | Guerre civile syrienne |
| 22 août         | Golan III                     | Syrie    | 1.2    | Guerre civile syrienne |
| 24-28 août      | International Presidency Tour | Iran     | 2.2    |                        |
| 7-11 septembre  | Milad De Nour Tour            | Iran     | 2.2    |                        |
| 23-27 septembre | Tour de Brunei                | Brunei   | 2.2    |                        |
| 9 novembre      | Melaka Governor Cup           | Malaisie | 1.2    |                        |
| 19-21 novembre  | Tour de Nansha                | Chine    | 2.2    |                        |

## Classements finals
| Rang | Coureur           | Pays             | Points |
| ---- | ----------------- | ---------------- | ------ |
| 1    | Samad Poor Seiedi | Iran             | 378    |
| 2    | Jakub Mareczko *  | Italie           | 362    |
| 3    | Andrea Palini     | Italie           | 356    |
| 4    | Hossein Askari    | Iran             | 335    |
| 5    | Mattia Gavazzi    | Italie           | 333    |
| 6    | Rahim Ememi       | Iran             | 239    |
| 7    | Patrick Bevin     | Nouvelle-Zélande | 198    |
| 8    | Marko Kump        | Slovénie         | 177    |
| 9    | Francisco Mancebo | Espagne          | 169    |
| 10   | Youcef Reguigui   | Algérie          | 163    |

| Rang | Équipe                     | Pays                | Points |
| ---- | -------------------------- | ------------------- | ------ |
| 1    | Pishgaman Giant            | Iran                | 990,25 |
| 2    | Skydive Dubai-Al Ahli Club | Émirats arabes unis | 839    |
| 3    | Tabriz Petrochemical       | Iran                | 726    |
| 4    | Nippo-Vini Fantini         | Italie              | 542    |
| 5    | Southeast                  | Italie              | 539    |
| 6    | RTS-Santic Racing          | Taipei chinois      | 476    |
| 7    | Kolss-BDC                  | Ukraine             | 422    |
| 8    | Adria Mobil                | Slovénie            | 383    |
| 9    | Avanti Racing              | Nouvelle-Zélande    | 380    |
| 10   | Amore & Vita-Selle SMP     | Ukraine             | 358    |

| Rang | Pays         | Points |
| ---- | ------------ | ------ |
| 1    | Iran         | 1 655  |
| 2    | Kazakhstan   | 602    |
| 3    | Japon        | 541    |
| 4    | Corée du Sud | 295    |
| 5    | Hong Kong    | 276,5  |
| 6    | Philippines  | 266    |
| 7    | Malaisie     | 243    |
| 8    | Kirghizistan | 197    |
| 9    | Ouzbékistan  | 174    |
| 10   | Syrie        | 165    |

| Rang | Pays           | Points |
| ---- | -------------- | ------ |
| 1    | Kazakhstan     | 283    |
| 2    | Iran           | 183,25 |
| 3    | Corée du Sud   | 147    |
| 4    | Japon          | 99     |
| 5    | Hong Kong      | 89     |
| 6    | Chine          | 80     |
| 7    | Liban          | 78     |
| 8    | Philippines    | 73     |
| 9    | Mongolie       | 36     |
| 10   | Taipei chinois | 32     |